# Francine Rivers
Francine Rivers (1947) is een Amerikaans schrijver van christelijke romans.

## Opleiding
Ze is de dochter van een politieagent en een verpleegster. Vanaf haar kindertijd leefde bij Rivers de wens om schrijver te worden. Ze studeerde aan de Universiteit van Nevada, Reno waar ze een bachelorgraad haalde in Engels en journalistiek. Na haar afstuderen werkte ze als journalist bij een krant waarvoor ze voornamelijk overlijdensadvertenties en artikelen schreef.

## Carrière
In 1976 publiceerde ze haar eerste roman. In de jaren hierna schreef Rivers voornamelijk historische romans. In 1986 bekeerde Rivers zich tot het christendom en vervolgens lukte het haar drie jaar niet om een nieuwe roman te schrijven. Ze besteedde veel tijd aan Bijbelstudie en ze besloot zich te gaan richten op Bijbelse thema's. Haar eerste christelijke roman Redeeming Love kwam in 1991 uit. Het boek plaatst de verhandelingen in het Bijbelboek Hosea in het middenwesten van de Verenigde Staten in 1850. Het gaat over een prostituee met de naam Angel die zich uiteindelijk bekeert tot het christendom, dankzij het engelengeduld en de liefde van de boer Michael Hosea.
Van de driedelige serie The Mark of the Lion werden meer dan 500.000 exemplaren verkocht. In 2007 werd de roman The Last Sin Eater verfilmd door regisseur Michael Landon Jr. en geproduceerd door Fox Faith.

## Privé
Rivers woont in Noord-Californië. Ze is getrouwd en heeft drie kinderen en vijf kleinkinderen.

### Christelijke romans
- 1991 - Bevrijdende Liefde (Redeeming Love) ISBN 90-297-1677-0
- Serie Mark of the Lion (1993–1995)
  - 1993 - Een stem in de wind (A Voice in the Wind) ISBN 9789029716154
  - 1994 - Een echo in de duisternis (An Echo in the Darkness) ISBN 9789029716284
  - 1995 - De onafwendbare dageraad (As Sure as the Dawn) ISBN 9789029716123
- 1996 - Een rode draad (The Scarlet Thread) ISBN 90-297-1504-9
- 1997 - Een kind van verzoening (The Atonement Child) ISBN 90-297-1528-6
- 1998 - De laatste zondeneter (The Last Sin Eater) ISBN 90-297-1641-X
- 1999 - Leota's tuin (Leota's Garden) ISBN 90-297-1697-5
- 1999 - The Shoe Box
- Serie Lineage of Grace: (2000–2001)
  - 2000 - Ontsluierd (Unveiled) ISBN 90-435-0391-6
  - 2000 - Onbeschaamd (Unashamed) ISBN 9789043503525
  - 2001 - Ongeschokt (Unshaken) ISBN 9789043503532
  - 2001 - Onuitgesproken (Unspoken) ISBN 9789043518987
  - 2001 - Onbevreesd (Unafraid) ISBN 9789043503518
- 2003 - De roep van de sjofar (And the Shofar Blew) ISBN 90-297-1732-7
- Serie Sons of Encouragement (2004–2007)
  - 2004 - De Priester (The Priest) ISBN 9789043508636
  - 2005 - De Krijger (The Warrior) ISBN 9789043508674
  - 2005 - De Prins (The Prince) ISBN 9789043508667
  - 2006 - De Profeet (The Prophet) ISBN 9789043508650
  - 2007 - De Schrijver (The Scribe) ISBN 9789043508643
- 2007 - Bijbelverhalen voor jou (Bible Stories for Growing Kids) (samen met haar dochter Shannon Rivers Coibion) ISBN 9789026615207
- Serie Marta's Legacy (2010)
  - 2010 - Mijn moeders hoop (Her Mother's Hope) ISBN 9789029719001
  - 2010 - Mijn dochters droom (Her Daughter's Dream) ISBN 9789029795975
- 2014 - Verdwaalde Ster (Bridge to Haven) ISBN 9789029722759
- 2018 - Het meesterwerk (The Masterpiece) ISBN 9789029725064